# Реституция
Реституцията е обратен правен акт на национализацията, т.е. възстановяване на отделни организации, лица или групи на национализирани имущество или средства за производство.
Реституцията се отнася най-често до недвижимата собственост, включително върху земята.

## Реституция в България
След премахването на социалистическия режим в България, XXXVI народно събрание приема редица закони, с които се възстановява социалната справедливост по отношение на бившите собственици, нарушена от Народната власт след 9 септември 1944 г.
Законът за собствеността и ползването на земеделските земи е първият от тях. Той е приет от Великото народно събрание на 22 февруари 1991 г. и е обнародван в ДВ, бр. 17 от 1 март 1991 г.
По силата на този закон се възстановява правото на собственост върху земеделски имоти, отнети в периода след 1944 г. Неговото прилагане, както и – в по-малка степен, прилагането на Закона за възстановяване на собствеността върху горите и земите от горския фонд, обнародван в ДВ, бр. 110 от 25 ноември 1997 г., поражда до края на 90-те години на 20 век, а и няколко години след това, огромно количество поземлени имоти, върху които е възстановено правото на собственост и които не са фигурирали върху актуалните до онзи момент карти и планове на извънселищната територия, а някои от тях – в тези на селищната територия.
В процедурите по възстановяване са създадени практически за цялата извънселищна територия на страната планове за земеразделяне и карти на имотите в съществуващи или възстановими на терена стари реални граници – съответно с регистри към тях. Те съдържат – също така огромно количество, кадастрални по характера си данни за тези имоти. Плановете, картите и регистрите са създадени, ползвани и поддържани в цифров вид чрез специализиран софтуер. От съдържанието на тези планове и карти впоследствие е създаден в цифров вид единен графичен продукт, наречен карта на възстановената собственост (КВС) за земеделските и горските територии с регистри към нея.
При съвместяването на споменатите планове и карти с кадастралните планове на населените места обаче се установяват разминавания на имоти в едните и другите в зоните около строителните граници на населените места, които по-късно се оказват почти повсеместни. Във връзка с това се налага през 1998 г. да се издадат от Министерството на регионалното развитие и благоустройството и Министерството на земеделието, горите и аграрната реформа съвместни Указания за отстраняване на несъответствие, непълноти и грешки около строителните граници на населените места в кадастралните планове и в плановете за земеразделяне, съответно в картите на имотите в съществуващи или възстановими на терена стари реални граници.